# Louise Rennison
Louise Rennison (Leeds, 11 oktober 1951 – Brighton, 29 februari 2016) was een Engels jeugdboekenschrijfster. 
Rennison werd in Nederland vooral bekend met haar boekenreeks in dagboekstijl rond hoofdpersonage Georgia Nicolson, die 10 delen kreeg. Ze ontving voor het eerste boek uit deze serie, dat in Nederland werd uitgebracht onder de titel Tijger, tanga´s en tongzoenen, in 1999 de Nestlé Smarties Book Prize. Het boek werd in 2001 genomineerd voor de Michael L. Printz Award. Het boek stond in 2003 op plek 127 van The Big Read, een verkiezing in het VK van de meest geliefde roman aller tijden. Het vierde deel uit de serie stond in 2004 op de New York Times-bestsellerlijst.
In 2010 startte ze met een tweede serie, gebaseerd op Georgia's neefje, The Misadventures of Tallulah Casey. Het eerste deel uit deze serie, Withering Tights, werd in 2010 bekroond met de Roald Dahl Funny Prize.
Haar boekverkopen in het Verenigd Koninkrijk bedroegen in totaal 2,6 miljoen exemplaren (2016).
Rennison overleed in 2016 op 64-jarige leeftijd. Een doodsoorzaak werd niet bekend gemaakt.

### Bekentenissen van Georgia Nicolson
1. Tijger, tanga´s en tongzoenen (Engels: Angus, Thongs and Full-Frontal Snogging, 1999)
2. Kiwi´s, kanjers en giga-onderbroeken (Engels: It's OK, I'm Wearing Really Big Knickers, 2001)
3. Neefjes, nymfo´s en noenga-noenga´s (Engels: Knocked Out by my Nunga-Nungas, 2002)
4. Dansen in je niksie (Engels: Dancing in my Nuddy-Pants, 2003)
5. Scooters, sukkels en seksgoden (Engels: ...And That's When It Fell Off in My Hand, 2004)
6. Op zoek naar Masimo (Engels: ...Then He Ate My Boy Entrancers, 2005)
7. Hoorntjes, hamburgers en harige billen (Engels: Startled by His Furry Shorts, 2006)
8. Vriendjes, vreemdgaan en andere verleidingen, 2009 (Engels: Luuurve is a Many Trousered Thing, 2007)
9. Stop in the Name of Pants!, 2008
10. Are These My Basoomas I See Before Me?, 2009

Andere uitgaven:
- Angus, thongs and perfect snogging, bevat: Tijger, tanga´s en tongzoenen en Kiwi´s, kanjers en giga-onderbroeken (2008)
- gelimiteerde spin-off: How To Make Any Twit Fall in Love With You

### The Misadventures of Tallulah Casey
1. Withering Tights, 2010
2. A Midsummer Tights Dream, 2012
3. The Taming of the Tights (VK) / Wild Girls, Wild Boys, Wild Tights (VS) , 2013

## Verfilming
Haar boeken Angus, Thongs and Full-Frontal Snogging (1999) en It's OK, I'm Wearing Really Big Knickers (2000) werden in 2008 verfilmd door Gurinder Chadha, onder de titel Angus, thongs and perfect snogging.
- Bibliothèque nationale de France: cb13583105t (data)
- CiNii: DA16144462
- Gemeinsame Normdatei: 122143515
- International Standard Name Identifier: 0000 0001 1631 6315
- Library of Congress Control Number: nb99026941
- Bibliotheek van het Japanse parlement: 00862468
- Nationale Bibliotheek van Tsjechië: xx0001912
- Nationale bibliotheek van Australië: 41524993
- Nationale Bibliotheek van Israël: 987007303425205171
- Nederlandse Thesaurus van Auteursnamen: 186426607
- LIBRIS: 393992
- Système universitaire de documentation: 057755418
- Trove: 1454631
- Virtual International Authority File: 44468078
- WorldCat: E39PBJtrTKHJrpvqRXwKWvCCwC